# Tabula Banasitana
Tabula Banasitana(latină tradus prin  Tabla banasitana) este o tablă de bronz romană datând din a doua jumătate a sec. II d.Hr., pe care se află gravate într-un text de 53 de rânduri, 3 documente oficiale romane.
Un element nou, cu privire la Constituția Antoniniană, l-a reprezentat Tabula Banasitana, descoperită de W. Seston și M. Euzennat, conținând trei documente oficiale privind accesul la cetățenia romană a unei familii berbere. Primul document este copia unei scrisori a lui M. Aurelius și L. Verus, adresată în 167 procuratorului Mauritaniei Tingitane, Coiedius Maximus, ca răspuns la o cerere de acordare a cetățeniei romane a lui Iulianus, berber din tribul Zegrenses, soției și celor patru copii ai lor. Cel de-al doilea document reprezintă o altă scrisoare, adresată procuratorului V. Maximus Iulianus, în anul 177, prin care M. Aurelius și Commodus acordă soției lui Aurelius Iulianus (fiul lui Iulianus), cetățenia romană. Cel de-al treilea text, datând din 6 iulie 177 este un “commentarius de ciuitate Romana donatorum”.
Se pare că Iulianii pomeniți în Tabula Banasitana nu au fost afectați vreunui trib roman, ei primind o dată cu cetățenia romană privilegii jurisdicționale, fiind de atunci încolo tratați de magistrații romani ca niște romani pe terenul dreptului privat; în același timp, garantarea drepturilor locale, ius gentis, le permitea să trăiască în cadrele societății lor berbere conform dreptului local.
Dacă încă în timpul lui Marcus Aurelius berberii din tribul Zegrenses devin ciues Romani, rămânând în același timp berberi prin garantarea lui ius gentis, se înțelege de ce laii din uici dobrogeni continuă să se numească lai și după ce au fost cetățeni prin Constituția Antoniniană. Lor, ca și egiptenilor din choră și berberilor din Banasa, li s-a acordat o dată cu cetățenia romană garantarea păstrării drepturilor locale, a formelor locale administrative și juridice. 
Tabula Banasitana pe lângă confirmările aduse privind acordarea dreptului cetățeniei romane încă dinainte de Constitutio Antoniniana, arată că nu numai  ciuitates, ci și gentes constituiau comunități politice legale. 
Autonomiile municipale au supraviețuit edictului, chiar dacă toți locuitorii deveniseră cetățeni romani, astfel un municipiu fiind nu numai totalitatea locuitorilor cu drept de cetățenie romană dintr-un oraș, ci o republică cu o constituție proprie, cu magistrați și competențe administrative asupra unui teritoriu determinat și care conferă drept de cetățenie locuitorilor săi.
Totuși tendința de nivelare juridică a diverselor categorii de orașe (coloniae, municipia, cuitates), începută dinainte de edictul lui Caracalla, a continuat ducând în epoca dominatului la cuprinderea lor sub termenul de cuitates.
Acest document a adus și o confirmare a compatibilității cetățeniei romane cu plata tributului.